# Ilex gabinetensis
Ilex gabinetensis är en järneksväxtart som beskrevs av José Cuatrecasas. Ilex gabinetensis ingår i släktet järnekar, och familjen järneksväxter. Inga underarter finns listade i Catalogue of Life.